# Остапенко, Иосиф Васильевич
Иосиф Васильевич Остапенко (1918—1962) — лейтенант Советской Армии, участник Великой Отечественной войны, Герой Советского Союза (1944).

## Биография
Иосиф Остапенко родился 22 апреля 1918 года в селе Вторая Коноваловка (ныне — Машевский район Полтавской области Украины). После окончания средней школы работал в колхозе. В 1937—1940 годах Остапенко проходил службу в Рабоче-крестьянской Красной Армии. В июле 1941 года он повторно был призван в армию и направлен на фронт Великой Отечественной войны. В 1942 году Остапенко окончил курсы младших лейтенантов. В боях четырежды был ранен.
К марту 1944 года лейтенант Иосиф Остапенко командовал миномётным взводом 859-го стрелкового полка 294-й стрелковой дивизии 52-й армии 2-го Украинского фронта. Отличился во время освобождения Украинской и Молдавской ССР. Взвод Остапенко в числе первых переправился через Днестр в районе Могилёва-Подольского, приняв активное участие в боях за захват и удержание плацдарма. В боях на подступах к реке Прут взвод захватил два немецких миномёта и открыл из них огонь по противнику, заставив его отойти. 25 марта 1944 года в бою за станцию Родцел под Бельцами Остапенко лично вёл огонь из трофейного миномёта по противнику, отразив четыре немецких контратаки. В том бою Остапенко получил ранение.
Указом Президиума Верховного Совета СССР от 13 сентября 1944 года за «мужество и героизм, проявленные при форсировании Днестра и удержании плацдарма на его западном берегу» лейтенант Иосиф Остапенко был удостоен высокого звания Героя Советского Союза с вручением ордена Ленина и медали «Золотая Звезда» за номером 6655.
Участвовал в советско-японской войне. В 1946 году Остапенко был уволен в запас. Проживал и работал в селе Абрамовка Машевского района Полтавской области Украинской ССР. Скоропостижно умер в 1962 году.
Был также награждён рядом медалей.
В честь Остапенко названа улица в Машевке.